# Banco Puche
Banco Puche fue un banco español fundado en Baeza (Jaén, Andalucía) en 1924. En 1994 fue absorbido por el Banco Bilbao Vizcaya.

## Historia
Su nombre oficial en el Registro de Bancos y Banqueros era Heredero de Dionisio Puche, banquero que había iniciado su actividad en 1873, con sede social en la calle San Pablo de Baeza y después en calle General Cuadros de Baeza.
En 1973 fue adquirido por el Grupo Rumasa, tomando entonces la denominación de Banco Meridional y trasladando su domicilio social a Madrid. Sin embargo, en 1981 fue comprado por Banco de Vizcaya y volvió a trasladar su sede social a Andalucía, en este caso a Sevilla, para ser finalmente absorbido por Banco Bilbao Vizcaya en 1994.